# Mariano Pernía
Mariano Andrés Pernía Molina (Buenos Aires, 4 de maig de 1977) és un exfutbolista hispano-argentí que jugava com a defensa.

## Palmarès

### Atlético de Madrid
- Lliga Europa de la UEFA (2009-10)

## Estadístiques
(Correcte el 6 de juliol de 2007)
| Club                 | Temporada           | Lliga | Lliga | Copa | Copa | Internacional | Internacional | Total | Total |
| Club                 | Temporada           | Jug   | G     | Jug  | G    | Jug           | G             | Jug   | G     |
| -------------------- | ------------------- | ----- | ----- | ---- | ---- | ------------- | ------------- | ----- | ----- |
| Atlètic de Madrid    | 2006-07             | 22    | 0     | 1    | 0    | 2             | 0             | 25    | 0     |
| Atlètic de Madrid    | Total               | 22    | 0     | 1    | 0    | 2             | 0             | 25    | 0     |
| Getafe CF            | 2005-06             | 36    | 10    | 2    | 1    | 4             | 1             | 42    | 12    |
| Getafe CF            | 2004-05             | 36    | 3     | ?    | 0    | 0             | 0             | 36    | 3     |
| Getafe CF            | Total               | 72    | 13    | 2    | 1    | 4             | 1             | 78    | 15    |
| Recreativo de Huelva | 2003-04             | 40    | 1     | 0    | 0    | 0             | 0             | 40    | 1     |
| Recreativo de Huelva | 2002-03             | 19    | 2     | 3    | 0    | 0             | 0             | 22    | 2     |
| Recreativo de Huelva | Total               | 59    | 3     | 3    | 0    | 0             | 0             | 62    | 3     |
| CA Independiente     | 2002-03             | 2     | 0     |      |      | 0             | 0             | 2     | 0     |
| CA Independiente     | 2001-02             | 27    | 2     |      |      | 0             | 0             | 27    | 2     |
| CA Independiente     | 2000-01             | 17    | 0     |      |      | 0             | 0             | 17    | 0     |
| CA Independiente     | 1999-00             | 0     | 0     |      |      | 0             | 0             | 0     | 0     |
| CA Independiente     | Total               | 46    | 2     | 0    | 0    | 0             | 0             | 46    | 2     |
| San Lorenzo          | 1998-99             | 0     | 0     |      |      | 0             | 0             | 0     | 0     |
| San Lorenzo          | Total               | 0     | 0     | 0    | 0    | 0             | 0             | 0     | 0     |
| Total de la carrera  | Total de la carrera | 199   | 18    | 6    | 1    | 6             | 1             | 211   | 20    |